# Туркменкалинский этрап
Туркменкалинский этрап (туркм. Türkmengala etraby) — этрап в Марыйском велаяте Туркменистана. Административный центр — город Туркменгала.

## История
Образован в мае 1937 года как Туркмен-Калинский район Туркменской ССР. В ноябре 1939 года Туркмен-Калинский район отошёл к новообразованной Марыйской области.
В январе 1963 года Туркмен-Калинский район был упразднён, но уже в декабре 1964 года восстановлен в прямом подчинении Туркменской ССР.
В декабре 1970 года район вновь вошёл в состав восстановленной Марыйской области. В 1992 году Туркмен-Калинский район был переименован в Туркменгалы
нский этрап и вошёл в состав Марыйского велаята.